# Josef von Báky
Josef von Báky (Báky József) (Zombor, 1902. március 23. – München, 1966. július 28.) magyar származású német filmrendező, forgatókönyvíró, színész. Felesége Németh Juliska magyar énekesnő volt.

## Életpályája
Budapesten technikai tanulmányokat folytatott a Budapesti Műszaki Egyetemen. Korán kapcsolatba került a filmmel. 1928-1935 között Németországban Bolváry Géza asszisztense volt. 1936-tól dolgozott önállóan. 1945 után az NSZK-ban telepedett le.

## Munkássága
Mesterétől elsajátította a könnyedséget, a rutint, a szakmai tudást, de némileg a felszínességet is. Számos közönségsikert aratott filmet készített, köztük Hitler uralomra jutása tizedik évfordulójára a reprezentatív, színes, de mondanivalójában apolitikus (politikával nem foglalkozó) Münchhausent (a forgatókönyvet álnéven Erich Kästner írta!). Budapesten két alkalommal is forgatott (Asszony a válaszúton (1938), A varieté csillagai (1938)). Az utóbbiban magyar művészeket is irányított (Jávor Pál, Páger Antal, Szeleczky Zita, Mály Gerő). Haladó szellemű antifasiszta műve 1945 után A hívás (1949). Kedves, szórakoztató alkotása A két Lotti Isa Güntherrel és Jutta Güntherrel a címszerepben.

## Filmjei
- Tavaszi parádé (1934)
- Intermezzo (1936)
- Csodálatos szerelem (1938)
- Asszony a válaszúton (1938)
- A varieté csillagai (1939)
- Lázadó szerelem (1939)
- Egy szív regénye (1941)
- Münchhausen (1943)
- Via Mala (1944)
- A hívás (1949)
- A két Lotti (1950)
- Egy szerelem naplója (1953)
- Hotel Adlon (1955)
- Robinson nem halhat meg (1957)
- Stefanie (1958)
- Marili (1959)